# 村上敬宜
村上 敬宜（むらかみ ゆきたか、1943年 - ） は、日本の機械工学者。九州大学名誉教授・元理事・副学長。元産業技術総合研究所水素材料先端科学研究センターセンター長。産学官連携功労者表彰日本経済団体連合会会長賞受賞。

## 人物・経歴
島根県生まれ。島根県立益田高等学校を経て、1966年九州大学工学部機械工学科卒業。1968年九州大学大学院工学研究科修士課程修了、日立製作所入社、日立研究所配属。1971年九州大学工学部助手。1975年九州工業大学講師。1977年九州工業大学助教授。1982年九州大学工学部助教授、九州大学工学博士。1984年九州大学工学部教授。2001年九州大学大学院工学研究院長・工学部長。2005年国立大学法人九州大学理事・副学長。2006年独立行政法人産業技術総合研究所水素材料先端科学研究センター長。2009年産学官連携功労者表彰日本経済団体連合会会長賞受賞。2010年九州大学カーボンニュートラル・エネルギー国際研究所所長代理。2013年九州大学名誉教授。水素素材研究で知られた。

## 著書
- 『弾性力学』養賢堂 1985年
- 『金属疲労微小欠陥と介在物の影響』養賢堂 1993年
- 『材料力学』森北出版 1994年
- 『材料力学演習』森北出版 1996年
- 『Metal Fatigue: Effects of Small Defects and Nonmetallic Inclusions』 Elsevier Science 2002年
- 『応力集中の考え方』養賢堂 2005年
- 『材料力学 新装版』森北出版 2014年
- 『Theory of Elasticity and Stress Concentration』Wiley 2016年
- 『Metal Fatigue: Effects of Small Defects and Nonmetallic Inclusions, Second edition』Academic Press 2019年